# Friedrich Stanger
Friedrich Stanger (* 5. Februar 1855 in Möttlingen; † 13. März 1934 ebenda) war ein pietistischer Prediger, Seelsorger und Heiler.

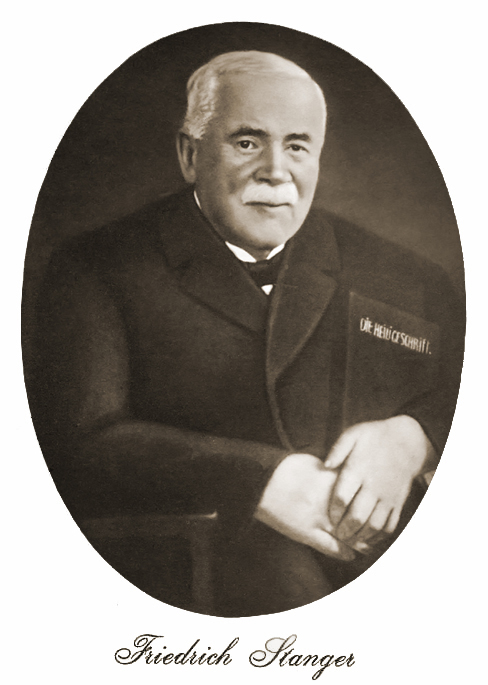
Friedrich Stanger ca. 1930

## Leben
Friedrich Stanger wurde als uneheliches Kind der Barbara Stanger geboren und wuchs zunächst bis zum Alter von acht Jahren bei den Großeltern, später bei Mutter und Stiefvater in Bad Liebenzell auf. Eine Lehre in einer Goldwarenfabrik in Pforzheim musste er wegen eines Lungenleidens abbrechen. Er kehrte nach Möttlingen zurück, wo er in der Landwirtschaft arbeitete. Dort hatte er sein erstes Erlebnis mit inneren Stimmen. Durch den Stiefvater und einen Lehrer verleitet, begann er zu trinken. Dadurch geriet er an verschiedenen Arbeitsstätten in Schwierigkeiten, unter anderem wäre er als Pferdeknecht bei einem Stallmeister Fritz in Stuttgart beinahe durch einen Sturz unter ein Pferd zu Tode gekommen.
Nach seiner Verehelichung am 17. April 1881 mit Karoline Metzger aus Ochsenburg arbeitete er in der Etuifabrik Bachmann in Stuttgart; später versuchte er sich als selbstständiger Etuimacher und scheiterte damit. Er trank auch in der Ehe weiter und hatte zahlreiche Visionen und Auditionen. Eine gewisse Wandlung trat durch zwei schwere Erkrankungen seiner Frau und den Tod einer seiner Töchter ein, doch erst, nachdem er sein Heil vergeblich bei den Sozialdemokraten gesucht und sich dann der Altpietistischen Gemeinschaft angeschlossen hatte, konnte er seinen Alkoholismus überwinden. Einige Zeit lebte er vom Verkauf einer Heilsalbe, deren Rezeptur ihm seine inneren Stimmen offenbart hatten. Diese veranlassten ihn schließlich auch 1907, als er bereits an Gicht erkrankt war, zur Rückkehr nach Möttlingen, wo er zunächst die Ziegelhütte anmietete und 1909 das Erholungsheim „Rettungsarche“ gründete, das ihm in einer Vision als Haus im Ährenfeld erschienen war.
Wurden ihm schon vor seiner Rückkehr Heilungen durch Gebete und Handauflegen zugesprochen, so reisten jetzt zahlreiche Heilungssuchende nach Möttlingen, um durch „Vater Stanger“ oder „Friederle“ von ihren Leiden befreit zu werden. Stanger veröffentlichte im Selbstverlag einige Schriften, darunter auch seine Autobiographie.

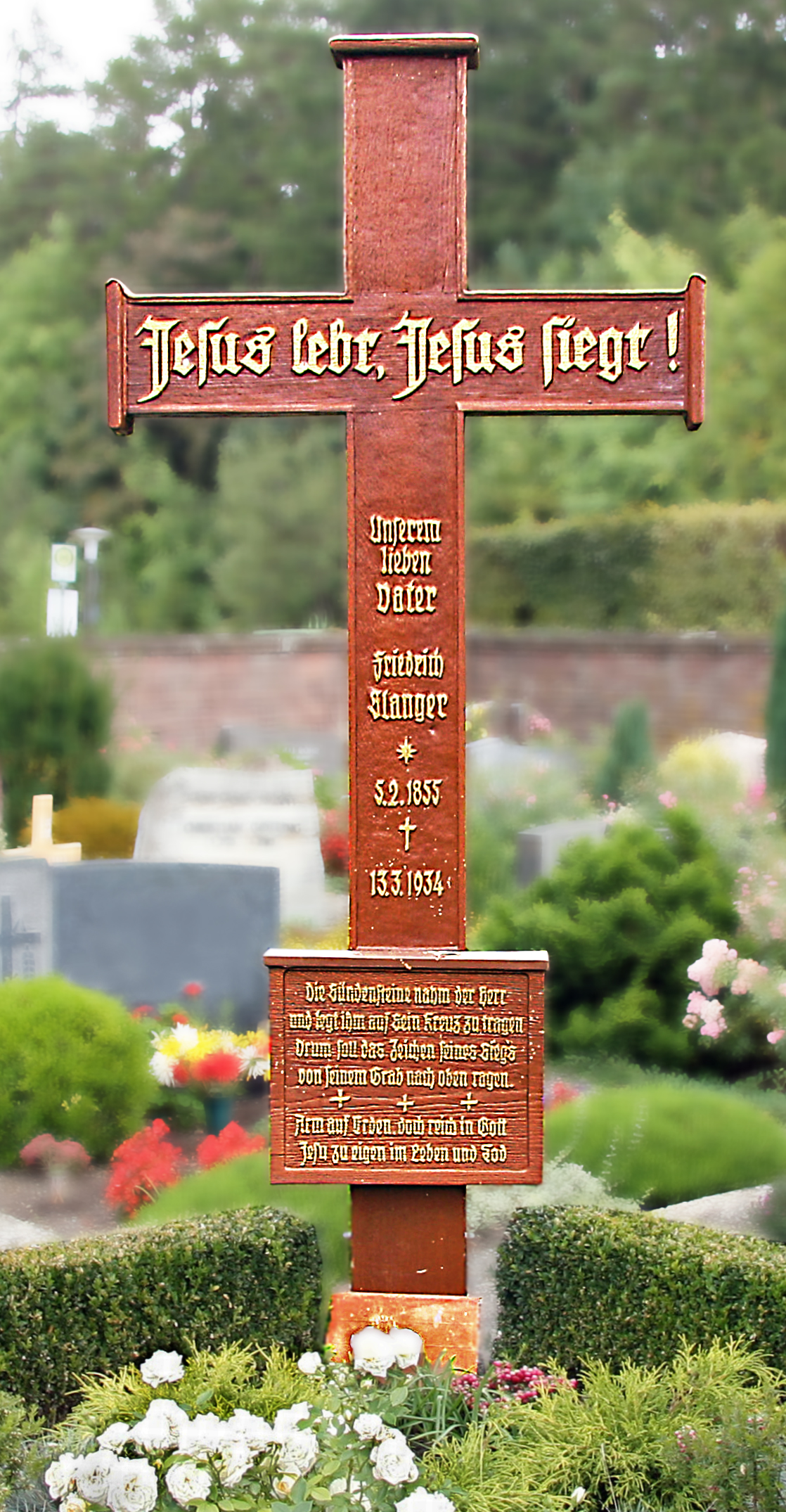
Grabkreuz auf Friedhof Möttlingen

## Rettungsarche und Möttlinger Versammlungen
Stangers „Rettungsarche“ wurde in der Zeit des Nationalsozialismus zwangsweise geschlossen bzw. zweckentfremdet, nahm aber bald nach dem Ende des Zweiten Weltkriegs den Betrieb wieder auf. Die Anlage wurde mehrfach erweitert. Das Haus bietet heute Platz für über 80 Übernachtungsgäste; im Andachtssaal haben über 800 Personen Platz. Der Andachtssaal wurde 1932 eingeweiht; die Orgel mit mehr als 1400 Pfeifen und 24 Registern ist eine Spende eines bekehrten und geheilten Diamantenhändlers. Die Glasfenster im Giebel zeigen Menschen im Strom der Zeit, Jesus Christus als Sieger in Anlehnung an ein Wort des Pfarrers Christoph Blumhardt und das Haus im Ährenfeld, das Stanger in einer frühen Vision erschienen war. Die Predigt- und Seelsorgearbeit liegt in den Händen von Laienbrüdern.
Am 13. September 2009 wurde das hundertjährige Jubiläum der „Rettungsarche“ gefeiert. „Möttlinger Versammlungen“ finden z. Zt. (2021) an 10 weiteren Orten in Süddeutschland statt.

## Werke
- Ist dieser nicht ein Brand, der aus dem Feuer errettet ist?, 1911
- Ein Brandscheit aus dem Feuer. Autobiographie, 15. Aufl. 2019
- Jesus ist Sieger. Bote aus der Rettungsarche, 1924 ff.
- Geistliche Saatkörner, 11. Aufl. 2019, (Eine Sammlung von Kernsätzen aus Andachten von 1911–1934)
- Rudolf Kägi, Die Rettungsbotschaft aus der Rettungsarche, 4. Aufl. Bad Liebenzell 2021 (Andachten aus den Jahren 1911–1934)